# Aéroport d'Uetersen
L'aéroport d'Uetersen (allemand Flugplatz Uetersen)  est l'aéroport de la ville d'Uetersen. Avec 60 000 mouvements d'avions par an, c'est l'un des aérodromes les plus fréquentés d'Allemagne[réf. nécessaire].
Le pilote privé jusqu'alors inconnu Mathias Rust y a décollé le 13 mai 1987 avec un Cessna 172 (D-ECJB) pour un célèbre vol à destination de Moscou, à l'occasion duquel il a atterri près de la Place Rouge.

## Compagnies aériennes et destinations
National Routes
- Air Hamburg
  - à Aéroport de Hambourg
  - à  Heligoland
  - à  Juist
  - à  Norderney
  - à  Westerland/Sylt
  - à  Wangerooge (nouveaux départs été 2009)

International Routes
- Air Hamburg
  - à  Maastricht (nouveaux départs octobre 2009)
  - à  Rotterdam (nouveaux départs octobre 2009)
  - à  Szczecin